# Jiří Kateřiňák
Jiří Kateřiňák (* 25. srpna 1995, Praha) je český fotbalový záložník a hráč jihočeského klubu FC Silon Táborsko.

## Klubová kariéra
Svoji fotbalovou kariéru začal v mužstvu FK Kopidlno, odkud v žácích nejprve přestoupil do klubu RMSK Cidlina Nový Bydžov a následně do týmu FK Mladá Boleslav.

### FK Mladá Boleslav
V sezoně 2013/14 se propracoval do seniorské kategorie Mladé Boleslavi, avšak zpočátku nastupoval pouze za juniorku či za tehdejší farmu v mužstvu SK Benátky nad Jizerou hrající v té době ČFL.
V "áčku" Boleslavi debutoval až po hostováních v Ústí nad Labem a Třinci. Stalo se tak v 18. kole ročníku 2017/18 hraném 24. února 2018 v souboji se Slovanem Liberec (prohra 0:1). Na hřiště přišel v 65. minutě namísto Petra Mareše. Na jaře 2018 došel s Mladou Boleslaví až do semifinále českého poháru a v něm Středočeši podlehli 0:2 Slavii Praha, pozdějšímu vítězi této soutěže. V červenci 2018 podepsal se svým zaměstnavatelem stejně jako jeho tehdejší spoluhráč Adam Provazník nový kontrakt platný na tři roky. Celkem zde odehrál za "áčko" 14 ligových utkání.

### FK Ústí nad Labem (hostování)
V létě 2016 zamířil hostovat do druhé ligy, kde oblékal dres klubu FK Ústí nad Labem. Svůj první ligový zápas za severočeský celek si připsal v úvodním kole hraném 6. 8. 2016 proti týmu MFK Frýdek-Místek (prohra 1:2), odehrál celých devadesát minut. Poprvé během tohoto angažmá zaznamenal gól v pátém kole v souboji s mužstvem FC Sellier & Bellot Vlašim při domácí porážce v poměru 2:5. Svůj druhý ligový gól za Ústí si připsal proti klubu FK Pardubice (prohra 1:2), když v 63. minutě srovnával na 1:1. Potřetí v sezoně skóroval 21. května 2017 v souboji s týmem 1. SC Znojmo FK (remíza 2:2), úvodní branku střetnutí dal ve druhé minutě nastavení úvodního poločasu. Během roku nastoupil k 27 utkáním v lize.

### FK Fotbal Třinec (hostování)
Před ročníkem 2017/18 odešel na hostování do Fotbalu Třinec. Ligový debut v Třinci zažil v 12. 8.2017 ve třetím kole ve Frýdku-Místek. V 54. minutě vystřídal na trávníku Martina Janošíka, ale porážce 0:1 venku nezabránil. Svůj první gól v lize v tomto působišti si připsal, když v souboji se svým bývalým mužstvem Ústím nad Labem zvyšoval ve 45. minutě na konečných 3:0. Podruhé v sezóně se střelecky prosadil ve 12. kole proti Pardubicím, kdy dal jedinou a tudíž vítěznou branku zápasu. Svůj třetí přesný zásah zaznamenal 18. listopadu 2017 v souboji s Dynamem České Budějovice (remíza 1:1). Na podzim 2017 odehrál v lize 14 střetnutí.

### FC Hradec Králové
Před jarem 2018/19 přestoupil z Mladé Boleslavi do mužstva FC Hradec Králové, kde uzavřel smlouvu do léta 2021. Do Boleslavi na hostování s opcí na přestup naopak zamířili z Hradce Králové brankář Jan Stejskal a obránce Dominik Hašek.
Ligový debut v dresu Hradce si připsal proti Baníku Sokolov (výhra 2:0), odehrál celý zápas. Část ročníku 2019/20 nehrál kvůli vyhřezlé ploténce, na podzim 2020 nenastupoval několik utkání kvůli zranění kotníku. Poprvé za "Votroky" dal branku na jaře 2020 v souboji s klubem MFK Vítkovice (výhra 4:1), když ve 36. minutě zvyšoval na průběžných 3:0. Svůj druhý ligový gól za Hradec Králové vstřelil proti Ústí nad Labem (výhra 5:1) v osmém kole následující sezóny hraném 21. 11. 2020. V zimě 2020/21 podepsal s "Votroky" nový kontakt do dalšího ročníku. Na jaře 2021 po 23. kole hraném 8. května 2021 postoupil s Hradcem po výhře 2:1 nad Duklou Praha z prvního místa tabulky do nejvyšší soutěže, kam se "Votroci" vrátili po čtyřech letech.

## Klubové statistiky
Aktuální k 5. květnu 2021
| Sezona    | Klub                           | Soutěž         | Zápasy | Góly |
| --------- | ------------------------------ | -------------- | ------ | ---- |
| 2013/2014 | FK Mladá Boleslav U–21         | Juniorská liga | 17     | 1    |
| 2014/2015 | FK Mladá Boleslav U–21         | Juniorská liga | 38     | 10   |
| 2015/2016 | FK Mladá Boleslav U–21         | Juniorská liga | 32     | 20   |
| 2015/2016 | SK Benátky nad Jizerou (farma) | ČFL            | 7      | 5    |
| 2016/2017 | FK Ústí nad Labem (host.)      | FNL            | 27     | 3    |
| 2017/2018 | FK Fotbal Třinec (host.)       | FNL            | 14     | 3    |
| 2017/2018 | FK Mladá Boleslav              | HET liga       | 5      | 0    |
| 2018/2019 | FK Mladá Boleslav              | Fortuna:Liga   | 9      | 0    |
| 2018/2019 | FC Hradec Králové              | Fortuna:NL     | 12     | 0    |
| 2019/2020 | FC Hradec Králové              | Fortuna:NL     | 11     | 1    |
| 2020/2021 | FC Hradec Králové              | Fortuna:NL     |        |      |